# رافاييل راميريز
رافاييل راميريز (بالإسبانية: Rafael Ramírez Carreño) هو مهندس ورائد أعمال وسياسي فنزويلي، ولد في 4 أغسطس 1963 في فنزويلا. حزبياً، نشط في الحزب الاشتراكي الموحد الفنزويلي. وقد انتخب رئيس ‏ شركة النفط الوطنية الفنزويلية (2004 – 2014).